# Aeolothrips linarius
Aeolothrips linarius är en insektsart som beskrevs av Hermann Priesner 1948. Aeolothrips linarius ingår i släktet Aeolothrips och familjen rovtripsar. Inga underarter finns listade i Catalogue of Life.